# Division 1 1968-69
La Division 1 1968-69 fue la 31.ª temporada del fútbol francés profesional. AS Saint-Étienne resultó campeón con 53 puntos, obteniendo su quinto título y tercero de forma consecutiva.

## Equipos participantes
| - AC Ajaccio - SEC Bastia - Bordeaux - Olympique Lyonnais - Olympique de Marseille - FC Metz - AS Monaco FC - FC Nantes - OGC Nice |  | - Nîmes Olympique - Red Star FC - Stade Rennais UC - FC Rouen - AS Saint-Étienne - RC Paris-Sedan - FC Sochaux-Montbéliard - RC Strasbourg - US Valenciennes-Anzin |

## Tabla de posiciones
| Pos. | Equipo                 | Pts. | PJ | G  | E  | P  | GF | GC | Dif. | Clasificación                                |
| ---- | ---------------------- | ---- | -- | -- | -- | -- | -- | -- | ---- | -------------------------------------------- |
| 1    | AS Saint-Étienne (C)   | 53   | 34 | 24 | 5  | 5  | 70 | 26 | +44  | Clasificado a la Copa de Campeones de Europa |
| 2    | FCG Bordeaux           | 51   | 34 | 22 | 7  | 5  | 77 | 34 | +43  | Clasificado a la Copa de Ferias              |
| 3    | FC Metz                | 42   | 34 | 16 | 10 | 8  | 41 | 27 | +14  | Clasificado a la Copa de Ferias              |
| 4    | FC Rouen               | 40   | 34 | 16 | 8  | 10 | 44 | 43 | +1   | Clasificado a la Copa de Ferias              |
| 5    | RC Paris-Sedan         | 39   | 34 | 15 | 9  | 10 | 49 | 35 | +14  |                                              |
| 6    | SEC Bastia             | 34   | 34 | 13 | 8  | 13 | 50 | 66 | −16  |                                              |
| 7    | Olympique de Marseille | 33   | 34 | 12 | 9  | 13 | 51 | 48 | +3   | Clasificado a la Recopa de Europa            |
| 8    | US Valenciennes-Anzin  | 33   | 34 | 10 | 13 | 11 | 38 | 37 | +1   |                                              |
| 9    | Olympique Lyonnais     | 32   | 34 | 13 | 6  | 15 | 53 | 51 | +2   |                                              |
| 10   | FC Nantes              | 32   | 34 | 13 | 6  | 15 | 44 | 45 | −1   |                                              |
| 11   | Stade Rennais UC       | 31   | 34 | 12 | 7  | 15 | 50 | 57 | −7   |                                              |
| 12   | FC Sochaux-Montbéliard | 29   | 34 | 11 | 7  | 16 | 49 | 55 | −6   |                                              |
| 13   | RC Strasbourg          | 29   | 34 | 10 | 9  | 15 | 34 | 41 | −7   |                                              |
| 14   | Nîmes Olympique        | 29   | 34 | 8  | 13 | 13 | 32 | 39 | −7   |                                              |
| 15   | Red Star FC            | 29   | 34 | 8  | 13 | 13 | 35 | 48 | −13  |                                              |
| 16   | AC Ajaccio             | 28   | 34 | 10 | 8  | 16 | 36 | 53 | −17  |                                              |
| 17   | AS Monaco FC (D)       | 27   | 34 | 7  | 13 | 14 | 33 | 50 | −17  | Acceso a promoción de permanencia            |
| 18   | OGC Nice (D)           | 21   | 34 | 6  | 9  | 19 | 30 | 61 | −31  | Descenso a Division 2                        |

 Fuente: footballdatabase.eu

## Resultados
| Local \ Visitante      | AJA | BAS | BOR | LYO | MAR | MET | MOC | NAT | NIC | NIM | RED | REN | ROU | STE | SED | SOC | STR | VAL |
| ---------------------- | --- | --- | --- | --- | --- | --- | --- | --- | --- | --- | --- | --- | --- | --- | --- | --- | --- | --- |
| AC Ajaccio             | —   | 4–0 | 2–2 | 4–1 | 1–1 | 0–1 | 4–3 | 1–0 | 1–0 | 1–0 | 3–1 | 2–2 | 0–1 | 0–2 | 2–0 | 0–2 | 1–1 | 1–1 |
| SEC Bastia             | 1–0 | —   | 1–0 | 4–0 | 3–1 | 1–1 | 4–0 | 3–1 | 2–0 | 2–2 | 2–1 | 1–2 | 1–1 | 1–1 | 0–0 | 1–0 | 2–1 | 3–0 |
| FCG Bordeaux           | 5–0 | 8–1 | —   | 2–1 | 2–2 | 1–0 | 2–1 | 1–1 | 5–0 | 2–1 | 6–2 | 3–2 | 2–1 | 2–0 | 0–2 | 4–0 | 3–0 | 1–0 |
| Olympique Lyonnais     | 3–2 | 8–3 | 0–2 | —   | 2–3 | 0–1 | 2–0 | 3–1 | 3–1 | 1–1 | 0–0 | 1–0 | 0–1 | 1–2 | 1–0 | 6–3 | 2–3 | 1–0 |
| Olympique de Marseille | 3–0 | 1–0 | 3–3 | 2–2 | —   | 0–1 | 0–1 | 3–1 | 3–1 | 4–0 | 0–0 | 3–3 | 1–0 | 0–3 | 4–1 | 4–0 | 0–0 | 1–0 |
| FC Metz                | 0–0 | 2–0 | 1–0 | 1–1 | 3–0 | —   | 0–0 | 1–0 | 1–0 | 0–0 | 3–1 | 3–0 | 7–3 | 0–1 | 0–1 | 3–0 | 2–0 | 1–0 |
| AS Monaco FC           | 3–0 | 2–0 | 2–4 | 0–2 | 1–0 | 1–1 | —   | 2–0 | 0–0 | 0–0 | 1–1 | 2–2 | 1–1 | 1–2 | 0–0 | 2–1 | 2–1 | 0–0 |
| FC Nantes              | 0–0 | 3–0 | 1–2 | 2–1 | 2–1 | 1–2 | 2–0 | —   | 0–0 | 3–1 | 0–1 | 3–2 | 0–1 | 3–0 | 3–2 | 0–0 | 4–0 | 3–2 |
| OGC Nice               | 0–3 | 2–2 | 2–2 | 2–1 | 2–3 | 1–2 | 1–0 | 0–0 | —   | 3–0 | 1–1 | 1–1 | 2–2 | 2–3 | 2–1 | 0–3 | 1–0 | 1–1 |
| Nîmes Olympique        | 3–2 | 2–1 | 1–3 | 1–2 | 0–0 | 0–0 | 1–1 | 1–2 | 2–0 | —   | 0–0 | 5–1 | 0–0 | 1–0 | 1–0 | 3–1 | 0–0 | 2–2 |
| Red Star FC            | 1–0 | 1–1 | 1–2 | 1–2 | 1–1 | 1–0 | 1–0 | 2–3 | 0–2 | 0–2 | —   | 2–1 | 4–0 | 0–0 | 2–1 | 2–2 | 2–1 | 1–2 |
| Stade Rennais UC       | 5–0 | 3–1 | 0–1 | 2–1 | 2–1 | 2–0 | 3–1 | 2–1 | 4–2 | 1–0 | 1–1 | —   | 0–1 | 0–2 | 1–3 | 3–2 | 1–0 | 1–2 |
| FC Rouen               | 1–1 | 1–3 | 2–1 | 2–1 | 2–1 | 1–0 | 3–1 | 3–0 | 4–0 | 1–0 | 1–1 | 1–0 | —   | 1–5 | 0–1 | 2–1 | 3–0 | 2–2 |
| AS Saint-Étienne       | 2–0 | 7–2 | 3–2 | 0–1 | 1–0 | 4–0 | 1–1 | 3–1 | 2–0 | 1–0 | 3–1 | 3–1 | 2–0 | —   | 4–2 | 4–1 | 2–0 | 4–0 |
| RC Paris-Sedan         | 4–0 | 5–1 | 0–1 | 1–0 | 3–1 | 0–0 | 2–2 | 3–1 | 2–1 | 3–1 | 0–0 | 3–0 | 1–1 | 0–0 | —   | 2–0 | 1–1 | 1–0 |
| FC Sochaux-Montbéliard | 0–1 | 2–2 | 0–1 | 2–1 | 3–1 | 5–2 | 0–0 | 1–2 | 3–0 | 1–1 | 3–3 | 1–1 | 2–0 | 1–0 | 3–1 | —   | 3–0 | 2–0 |
| RC Strasbourg          | 3–0 | 4–0 | 1–1 | 2–2 | 1–2 | 1–1 | 5–0 | 1–0 | 1–0 | 1–0 | 1–0 | 0–0 | 2–0 | 0–2 | 1–2 | 1–0 | —   | 0–1 |
| US Valenciennes-Anzin  | 1–0 | 0–1 | 1–1 | 0–0 | 3–1 | 1–1 | 4–2 | 0–0 | 3–0 | 0–0 | 3–0 | 4–1 | 0–1 | 1–1 | 1–1 | 2–1 | 1–1 | —   |

## Promoción de permanencia
Esta temporada se modificó la promoción de permanencia/ascenso entre Division 1 y Division 2, se celebró una serie entre el decimoséptimo clasificado de la máxima categoría y el segundo lugar de la segunda división.
- AS Monaco FC 2 - 1 AS Angoulême
- AS Angoulême 1 - 0 AS Monaco FC
- AS Monaco FC 0 - 2 AS Angoulême

Promovidos de la Division 2, quienes jugarán en la Division 1 1969/70:
- Angers SCO: Campeón de la Division 2
- AS Angoulême: Segundo lugar de la Division 2

## Goleadores
| # | Jugador                          | Nacionalidad   | Club                   | Goles |
| - | -------------------------------- | -------------- | ---------------------- | ----- |
| 1 | André Guy                        | Francia        | Olympique Lyonnais     | 25    |
| 2 | Hervé Revelli                    | Francia        | AS Saint-Étienne       | 22    |
| 3 | Joseph Yegba Maya                | Camerún        | Olympique de Marseille | 21    |
| - | Salif Keïta                      | Mali           | AS Saint-Étienne       | 21    |
| 5 | Philippe Levavasseur             | Francia        | RC Paris-Sedan         | 18    |
| 6 | Guy Lassalette                   | Francia        | FC Sochaux-Montbéliard | 15    |
| 7 | Jean-Pierre Serra                | Francia        | SEC Bastia             | 14    |
| - | Jacques Simon                    | Francia        | Bordeaux               | 14    |
| 9 | Étienne Sansonetti               | Francia        | AC Ajaccio             | 13    |
| - | Rachid Mekloufi                  | Argelia        | SEC Bastia             | 13    |
| - | Didier Couécou                   | Francia        | Bordeaux               | 13    |
| - | Carlos de Oliveira Pontes Ruiter | Brasil         | Bordeaux               | 13    |
| - | Bernard Blanchet                 | Francia        | FC Nantes              | 13    |
| - | Silvester Takač                  | RFS Yugoslavia | Stade Rennais UC       | 13    |
| - | Johny Leonard                    | Luxemburgo     | FC Metz                | 13    |
| - | Dominique Rusticelli             | Francia        | FC Rouen               | 13    |